# Хуторо-Чаплино
Хуторо-Чаплино (укр. Хуторо-Чаплине) — село,
Шевченковский сельский совет,
Васильковский район,
Днепропетровская область,
Украина.
Код КОАТУУ — 1220788804. Население по переписи 2001 года составляло 678 человек.

## Географическое положение
Село Хуторо-Чаплино находится на берегу реки Чаплина, вдоль которой село вытянуто на 10 км.
Река в этом месте пересыхает, на ней сделано несколько запруд.
В 1,5 км расположены пгт Чаплино и село Свиридово.
Через село проходит автомобильная дорога Т-0406.

## Экономика
- ООО «Чаплинское».
- ООО «Прогресс–Агро».

## Объекты социальной сферы
- Школа.
- Клуб.
- Фельдшерско-акушерский пункт.